# Proasellus hermallensis
Proasellus hermallensis là một loài chân đều trong họ Asellidae. Loài này được Arcangeli miêu tả khoa học năm 1938.